# 手機對講服務
手機對講服務（PoC：Push-to-Talk over Cellular）或稱隨按即說、即按即說服務是指是一種透過GPRS/WCDMA/CDMA等流動網絡讓手機能使用Push-to-talk方式的通訊服務。

## 各服務名稱
- 中華電信將此服務稱為一按通。
- 和記電訊香港/澳門稱之為流動對講機服務
- 新世界傳動網稱之為Press 'n Talk 「一按即通」對講機服務
- 中國聯通廣東稱之為一鍵通服務
- 中國移動稱之為無線一鍵通服務。

## 參照
- Push-to-talk
- iDEN
- TETRA